# Abdoulaye Nderguet
Abdoulaye Nderguet est un chanteur tchadien né le 3 mai 1972, à N’Djamena, dans la capitale du Tchad.

## Biographie
Abdoulaye Nderguet est né en 1972 à N’Djamena d’un père Sar et d’une mère arabe du Salamat. Il grandit à Sarh, chef-lieu de la province fluviale du Moyen-Chari.
Il en chante les traditions du sud mais aussi celles du nord : les chants arabes du Chari-Baguirmi, les rythmes et danses du Boulala, les berceuses et chants funèbres Sara.

## Carrière musicale
En 1996, Abdoulaye Nderguet fait ses débuts sur la scène internationale en accompagnant Papa Wemba au Fest’Africa de Lille. L'année suivante, il sort son premier album, Esprit, avec le groupe Tibesti. Ce même album lui permet de se faire connaître, se classant 2ème lors du prix découvertes RFI en 1997,,.
En 2000, il participe au Ngombi Festival avec le groupe Tibesti et le célèbre pianiste Ray Lema. Par la suite, il crée le groupe Shila-Shila, poursuivant ainsi son exploration des mélanges musicaux entre les sonorités traditionnelles tchadiennes et d'autres influences musicales,,
En 2014, il participe au Festival MASA à Abidjan. Il s'investit dans la formation musicale au Tchad en privilégiant le mélange des sonorités tchadiennes avec les autres styles musicaux. Il a collaboré avec d'autres artistes africains lors de différents concerts,.
Fin 2019, il participe à un concert à N’Djamena aux côtés de SeBa et du groupe français Bex Trio.
En octobre 2020, il est invité au Théâtre Gérard-Philipe (Saint-Denis) par le Bext'Tet pour enregistrer l'album L'âme du Blues au Triton,.
Abdoulaye Nderguet participe à la 32e édition du festival Africolor en 2020,.
En septembre 2021, le groupe Aboulaye Nderguet & le BEX'Tet se produit au Sunset-Sunside, à la Fête de l'Humanité et au Carreau du Temple pour France Musique. Suivront un concert au Triton puis plusieurs tournées en Afrique (Togo, Burkina Faso, Guinée Conakry, Mali, RDC, Angola, Tchad, Gabon, Ghana, Côte d'Ivoire),,.
La sortie de l'album "L'Âme du Blues", coédité par RFI Talent, est organisée au Studio de l'Ermitage en avril 2022.
Le groupe est sélectionné à l'édition 2023 du festival Au fil des voix et Abdoulaye Nderguet participe au festival des cultures africaines Africajarc la même année.

## Discographie
- 2022 : L'Âme du Blues, groupe Abdoulaye Nderguet & le BEX'Tet
- 2013 : Monde Immoral
- 2009 : Voix de Sable
- 2000 : Balsa, groupe H'Sao
- 1997 : Esprit, groupe Tibesti